# (9364) Clusius
(9364) Clusius es un asteroide perteneciente al cinturón de asteroides, región del sistema solar que se encuentra entre las órbitas de Marte y Júpiter, descubierto el 23 de abril de 1992 por Eric Walter Elst desde el Observatorio de La Silla, Chile.

## Designación y nombre
Designado provisionalmente como 1992 HZ3. Fue llamado así por Carolus Clusius (Charles de l'Escluse; 1526-1609), un botánico flamenco conocido por su catálogo, publicado en Amberes en 1576, de finos dibujos de más de 200 plantas que había estudiado. en el sur de Francia, Portugal y España. Su sistema de clasificación propuso la idea de familias naturales. Las Clusiaceae, una familia de plantas y árboles, recibieron su nombre. Se dice que introdujo el tulipán en Holanda.

## Características orbitales
Clusius está situado a una distancia media del Sol de 2,783 ua, pudiendo alejarse hasta 3,001 ua y acercarse hasta 2,566 ua. Su excentricidad es 0,078 y la inclinación orbital 2,704 grados. Emplea 1696,16 días en completar una órbita alrededor del Sol.

## Características físicas
La magnitud absoluta de Clusius es 13,35. Tiene 11,868 km de diámetro y su albedo se estima en 0,063. 